# High Easter
High Easter – wieś w Anglii, w hrabstwie Essex, w dystrykcie Uttlesford. Leży 12 km na północny zachód od miasta Chelmsford i 47 km na północny wschód od Londynu.